# アリゾナ (戦艦)
アリゾナ (USS Arizona, BB-39) は、アメリカ海軍の戦艦。ペンシルベニア級戦艦の2番艦。艦名はアリゾナ州にちなむ。その名を持つ艦としては3隻目である。
1941年12月7日の真珠湾攻撃で、九七式艦上攻撃機が投下した800kg爆弾が命中、艦前部の火薬庫が誘爆して爆沈した。1,177名の将兵が戦死した。他の沈没艦はサルベージされたが、本艦は断念された。現在も湾の底に沈没状態で静態保存され、船体上にアリゾナ・メモリアルがある。

## 艦歴

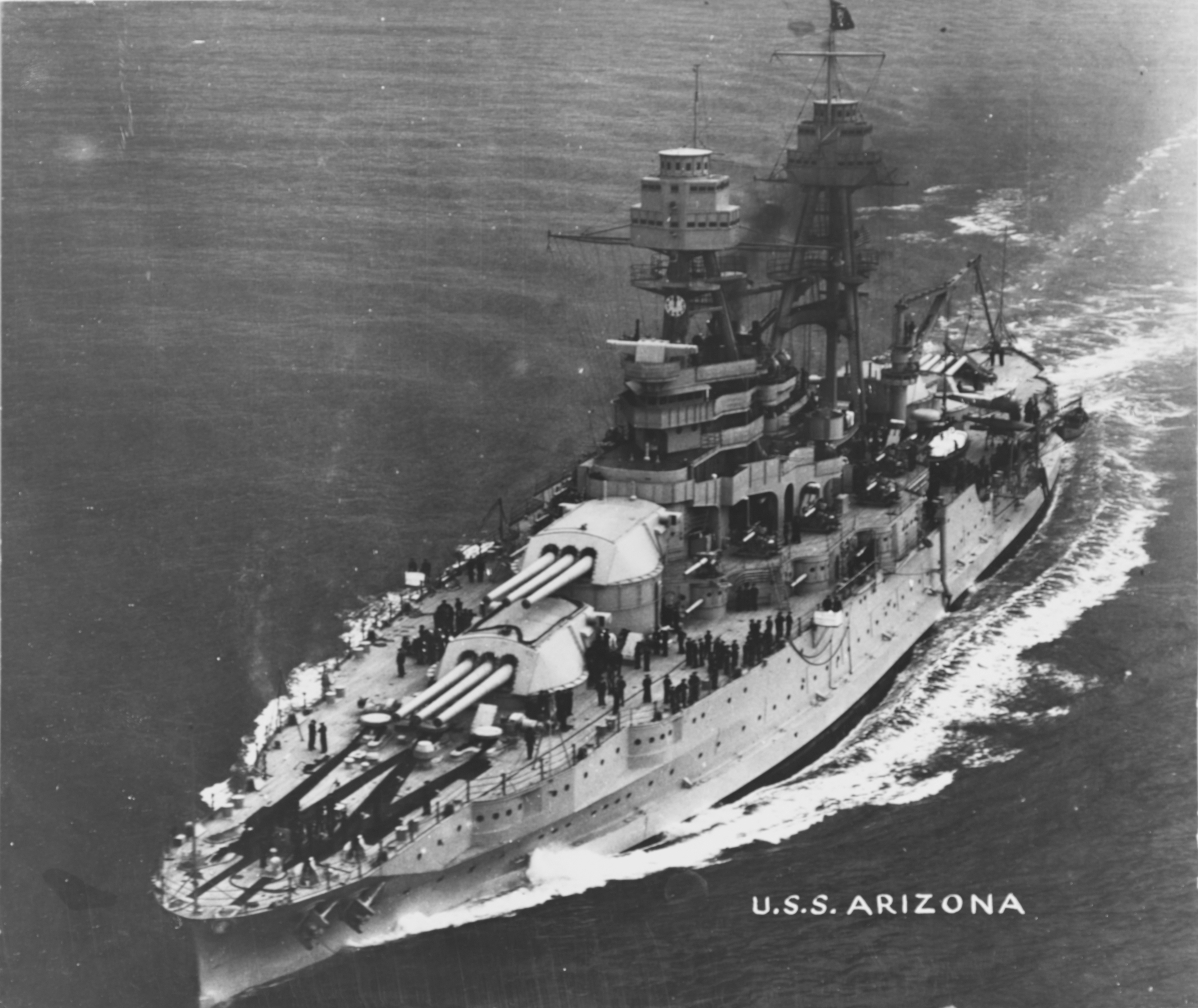
戦艦「アリゾナ」（1931年）

1913年3月4日にアメリカ議会は超弩級戦艦にして標準型戦艦であるペンシルベニア級戦艦2番艦の建造を認可した。「アリゾナ」は1914年3月16日にブルックリン海軍工廠で起工し、1915年6月19日にアリゾナ州プレスコットの名誉市民であるW・W・ロスの娘のエスター・ロスによって命名・進水。1916年10月17日に初代艦長ジョン・ドナルド・マクドナルド大佐の指揮下に就役した。
1916年11月16日にニューヨークを出航した「アリゾナ」はバージニア岬とニューポートで整調訓練を行い、その後グアンタナモ湾に向かった。12月16日にノーフォークに向かい、タンジール・サウンドで砲撃及び水雷防御訓練を行った。1916年のクリスマス前日にブルックリン海軍工廠に帰港し、整調後のオーバーホールを行った。1917年4月3日にオーバーホールが完了。翌日ノーフォークに到着し、第8戦艦部隊に合流した。

### 近代化改修
1929年5月から、ノーフォーク海軍造船所で近代化改修を開始。砲門の交換・改良や甲板装甲の追加、カタパルトの改良、主機交換、浸水対策などが施された。

### 真珠湾攻撃

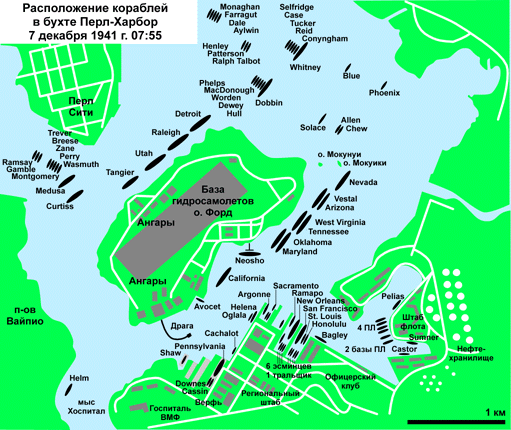
真珠湾攻撃開始時、所在艦艇配置図。

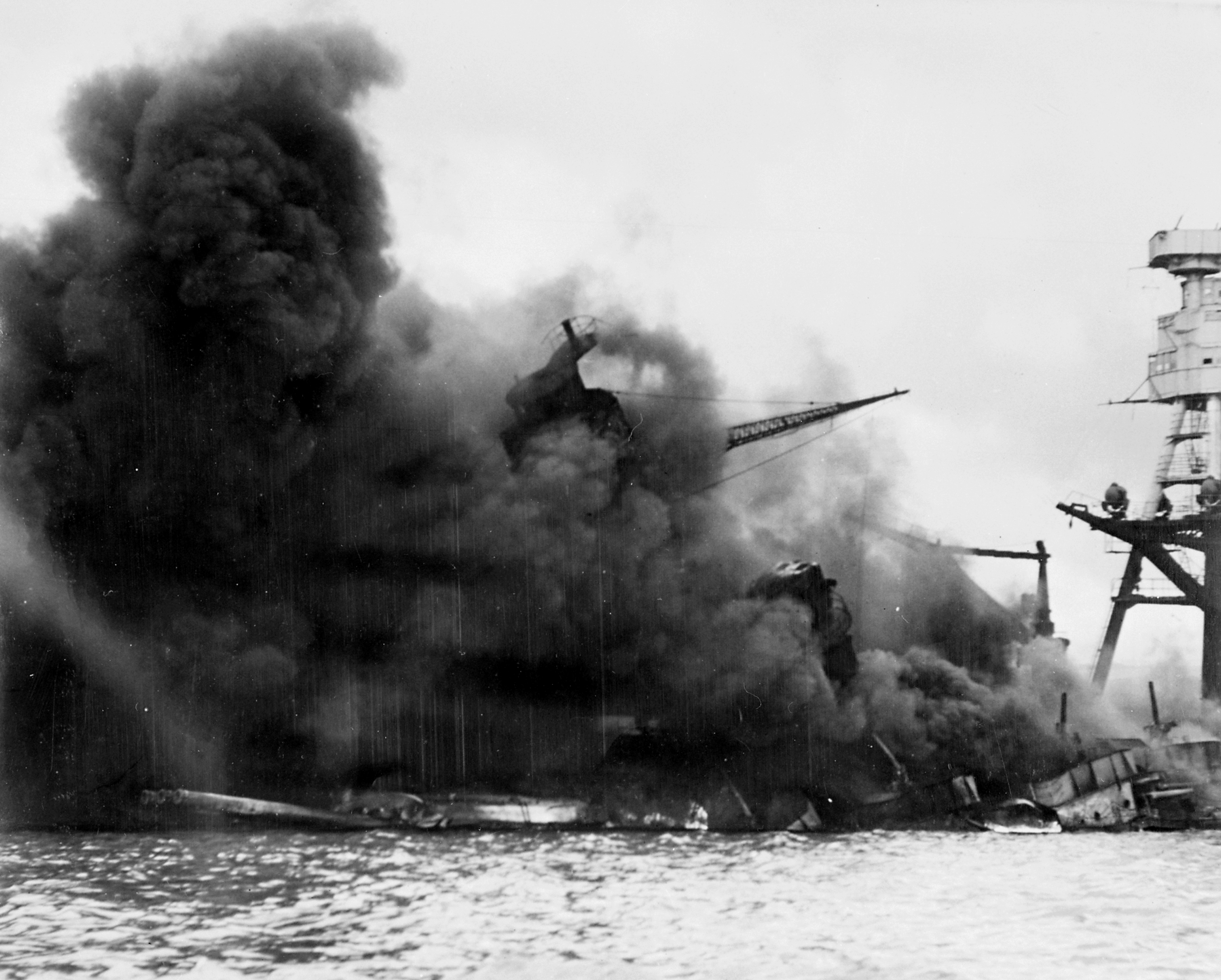
大爆発を起こした「アリゾナ」。同艦は真珠湾の艦艇群の中でも、もっとも被害が大きかった。

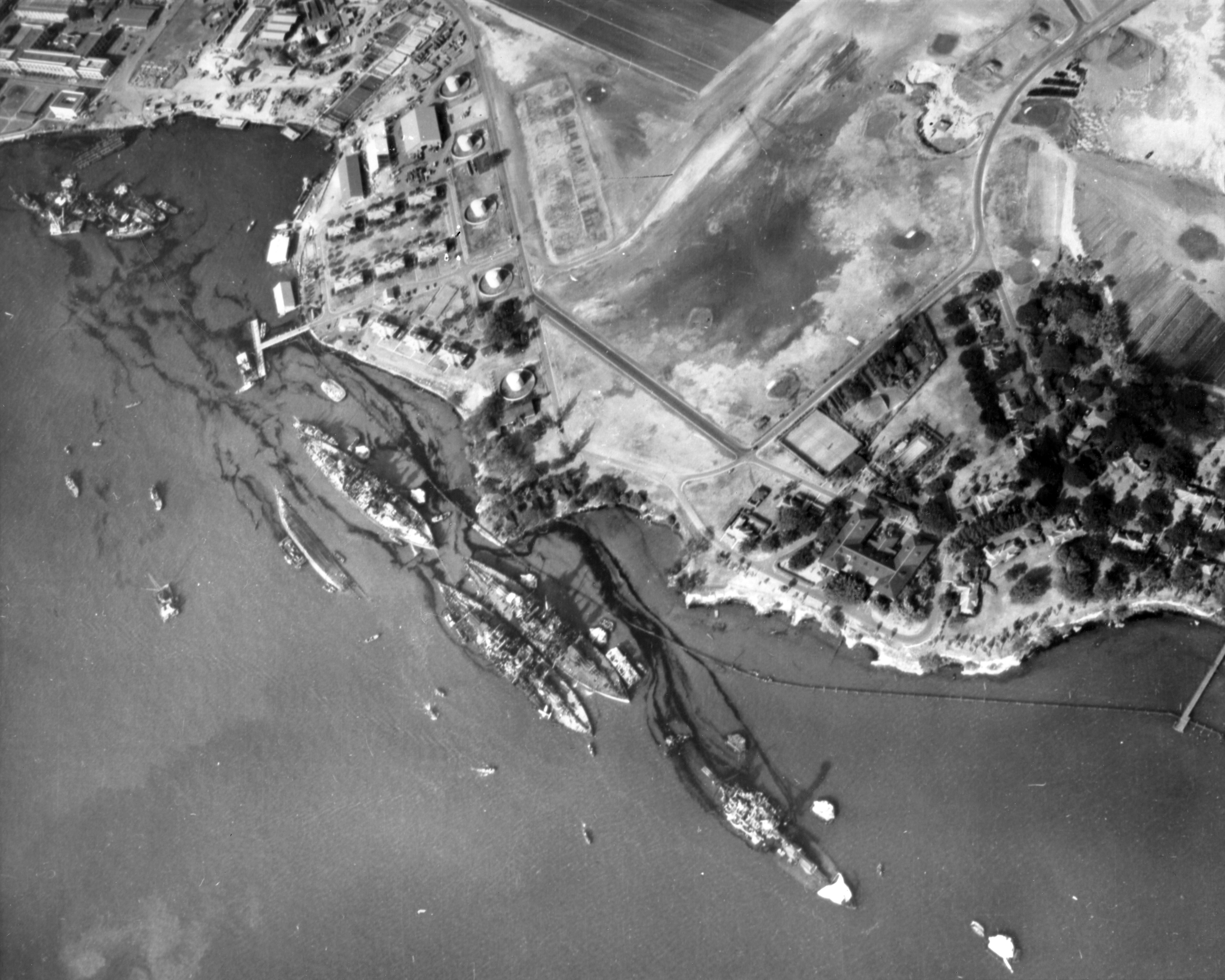
空襲後の戦艦横丁。「アリゾナ」は着底して重油が流出し、空襲時に側にいた「ヴェスタル」と「ネバダ」は移動している。

1941年（昭和16年）12月7日（日本時間12月8日）、日本海軍の南雲機動部隊から発進した艦上機（総指揮官淵田美津雄中佐、赤城飛行隊長）により真珠湾攻撃が行われた。太平洋艦隊の主力艦はフォード島に二列になって繋留されており、その様子は「戦艦通り、戦艦桟橋、戦艦横丁」（Battleship Row）などと呼ばれていた。「アリゾナ」の前方には戦艦「テネシー」と「ウェストバージニア」、左舷側には工作艦「ヴェスタル」、後方には戦艦「ネバダ」が停泊していた。
この日の「アリゾナ」は第一戦艦戦隊 (Battleship Division 1) の旗艦であり、アイザック・C・キッド少将が将旗を掲げていた。第一戦艦戦隊において空襲警報は7時55分頃に発令され、艦は直ちに総員配置となった。戦艦列の外側は九七式艦上攻撃機の魚雷攻撃に遭い、内側（フォード島側）の戦艦は九七式艦攻の水平爆撃に晒された。水平爆撃隊が投下したのは、長門型戦艦の主砲弾を改造した九九式八〇番五号爆弾である。第一次攻撃隊の水平爆撃隊は、第一攻撃隊（赤城、淵田美津夫中佐：15機）、第二攻撃隊（加賀、橋口喬少佐：14機）、第三攻撃隊（蒼龍、阿部平次郎大尉：10機）、第四攻撃隊（飛龍、橘美正少佐：10機）の九七艦攻　49機であった。
8時5分、800kg爆弾1発が四番主砲塔の左側の甲板に命中した。隣の「ヴェスタル」にも800kg爆弾が命中し、2隻で火災が発生した。
8時6分、一番砲塔と二番砲塔間の右舷側の甲板に800kg爆弾1発が命中し、弾薬庫が爆発、艦の前方が大破した。キッド少将やフランクリン・ヴァン・ヴァルケンバーグ艦長が戦死したので、生存者の中で最先任のフークァ中佐が総員退去を命じた。
「アリゾナ」の爆発は、甚大な影響を及ぼした。まず残骸や破片が、周辺の艦艇とフォード島に多数降り注いだ。「アリゾナ」左舷側に繋留されていた「ヴェスタル」ではカッシン・ヤング艦長を始め一部の乗組員が爆風で海中に吹き飛ばされ、泳いで「ヴェスタル」に戻ってきた。同艦は曳船ホガの助けを借りて炎上する「アリゾナ」から離れたが、午前9時45分に沈没を避けるために座礁した。第一次空襲では損害軽微だった「ネバダ」も、移動する際に海中からアリゾナ乗組員数名を救助している。
後の専門家達は爆弾が装甲を貫通することは無かっただろうと推測している。その代わり、艦載機カタパルトに使用された黒色火薬にまず着火し、続いて砲弾用の無煙火薬に誘爆したと考えられた。1944年の BUSHIP 報告書では黒色火薬庫のハッチが可燃材料と共に開放されたままであったのではと示唆している。しかしながら「アリゾナ」の水平装甲はたった76ミリしかなく、250キロ - 500キロ爆弾でも容易に貫通できるとする意見もある。また本艦のカタパルトや水上機運用機材は、艦後部に集約されていた。「アリゾナ」を破壊したのは、艦前部の爆発である。今日では水平爆撃で投下された爆弾によって艦前部の弾薬庫が誘爆したという見識が主流である。なお日本側の大本営発表では、航空爆撃と共に同時におこなわれた特殊潜航艇甲標的の魚雷攻撃が「アリゾナ型戦艦」の撃沈に関与したとする論調もあった。
「アリゾナ」では士官、兵共に英雄的行動が多数見られた。艦のダメージコントロール担当士官であったフークァ中佐は冷静に火災に対処し、生存者の救出を試み、後に名誉勲章を受章した。第二次世界大戦において乗艦して戦死した初のアメリカ軍将官となったアイザック・C・キッド少将、および艦橋で戦闘指示を行っていた艦長のヴァルケンバーグ大佐も死後に名誉勲章を受章した。艦長を記念して、1隻のフレッチャー級駆逐艦が「ヴァン・ヴァルケンバーグ」と命名された。
艦前部の損傷は激しく、修理は断念された。「アリゾナ」の一部の兵装は、入渠修理中に損傷した姉妹艦「ペンシルベニア」に転用され、再利用された。
沈んだ「アリゾナ」の後部三番、四番砲塔は無傷のままだったため、陸揚げされて海軍から陸軍へ委譲され、オアフ島要塞の要塞砲としてオアフ島南西端と東海岸に設置された。南西端の砲台はアリゾナ砲台、東海岸の砲台はペンシルベニア砲台と命名された。地中設置式に改造するための工事は難航し、完成したのは1945年8月であり、そのまま一度も交戦することなく1947年から1948年にかけて解体された。

### アリゾナ・メモリアル

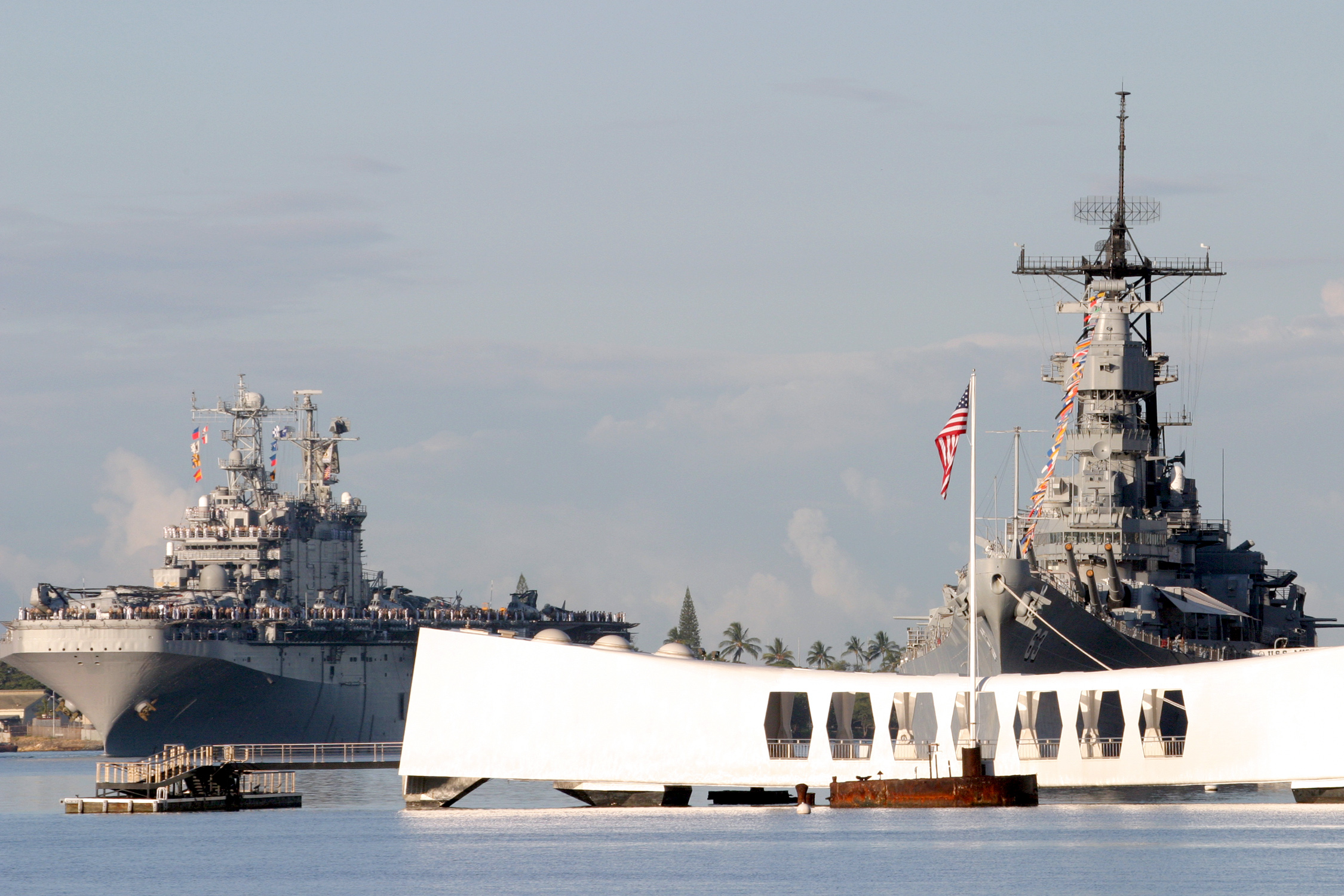
アリゾナ・メモリアル。後方にある戦艦は記念艦となったアイオワ級戦艦「ミズーリ」。

「アリゾナ」は海軍から除籍されたが、「アリゾナ」及びその戦没した乗員を悼んで合衆国旗が「アリゾナ」のメインマストから伸びたポール上に掲げられ、真珠湾に残っている。1950年3月7日、アーサー・W・ラドフォード提督（当時の太平洋艦隊司令長官）は「アリゾナ」の残骸の上に国旗を掲揚することを命じた。また、アイゼンハワー大統領とケネディ大統領の任期の間に政府は「アリゾナ」の残骸を国定慰霊碑にすることを決定し、1962年5月30日に正式に指定された。
アリゾナ・メモリアルは、戦死した乗組員の名が刻まれた大理石の壁が船体の上を横切る形で設置されている。「アリゾナ」の上部構造及び主砲塔四基のうち三基は撤去されたが、一基の主砲塔リングは現在も水面下に確認できる。追悼式が毎年生存者も参加して行われている。海上自衛隊の艦艇は真珠湾を通過する際、「アリゾナ」に対して敬礼を行っている。近くには潜水艦「ボーフィン」も記念艦として保存されている。
「アリゾナ」の爆沈から78年が経過した2019年の現在も船体から油が漏れだし水面に浮かんでいる。一日あたり1クォートの油が漏れ続けている。乗組員達は最後の生存者が死ぬまで油は漏れ続けるだろうと語っている。海軍は湾の環境悪化を懸念して油の漏出対策を考慮している。
「アリゾナ」は第二次世界大戦の戦功により1個の従軍星章を受章した。アリゾナ・メモリアルは1966年10月15日に国家歴史登録財に登録された。艦自体は1989年5月5日にアメリカ合衆国国定歴史建造物に指定された。

## 登場作品

### 映画
「アリゾナ」の爆沈は、太平洋戦争を題材にした作品で頻繁に描写されている。以下は代表例である。
- 『トラ・トラ・トラ!』（1970年、リチャード・フライシャー監督、舛田利雄監督、深作欣二監督）

真珠湾攻撃のシーンで、水平爆撃をおこなう九七式艦攻の機内に「U.S.S.Arizona」の写真が貼られている。「アリゾナ」が「ヴェスタル」の横で大爆発を起こすシーンもある。
- 『パール・ハーバー』（2001年、マイケル・ベイ監督）

九七式艦攻の搭乗員が爆弾を投下する際、日本語で「アリゾナ」と記入された写真つき艦型図を確認している。
- 『ミッドウェイ』（2019年、ローランド・エメリッヒ監督）

主人公（ベスト中尉、SBD搭乗員）の親友（ピアース中尉：アレクサンダー・ルドウィグ）が「アリゾナ」に乗務しているという設定で、「アリゾナ」の爆沈や、生存者が「ヴェスタル」に脱出するシーンが描写されている。